# Championnat d'Océanie de futsal 1996
Navigation
1992 2000
Le Championnat d'Océanie de futsal 1996 est la seconde édition de cette compétition. Il se déroule au Vanuatu du 3 au 8 août 1996.
Vainqueur, l'Australie remporte son deuxième titre et se qualifie pour le Coupe du monde 1996.

## Préparation de l'évènement

### Lieu
Le tournoi a lieu à Port Vila, au Vanuatu, du 3 au 8 août 1996.

### Format
Comme quatre ans plus tôt, le tournoi de l'OFC est le seul à se jouer en match aller-retour. L'équipe possédant le plus de points à la fin est sacrée championne d'Océanie et qualifiée pour la Coupe du monde en fin d'année.

## Compétition

### Rencontres
| 3 août 1996 | Fidji | 0 - 5 | Australie |  |  |
|             |       |       |           |  |  |

| 3 août 1996 | Vanuatu | 10 - 2 | Samoa |  |  |
|             |         |        |       |  |  |

| 4 août 1996 | Fidji | 1 - 2 | Vanuatu |  |  |
|             |       |       |         |  |  |

| 4 août 1996 | Samoa | 1 - 23 | Australie |  |  |
|             |       |        |           |  |  |

| 5 août 1996 | Australie | 4 - 1 | Vanuatu |  |  |
|             |           |       |         |  |  |

| 5 août 1996 | Samoa | 2 - 11 | Fidji |  |  |
|             |       |        |       |  |  |

| 6 août 1996 | Australie | 11 - 1 | Fidji |  |  |
|             |           |        |       |  |  |

| 6 août 1996 | Samoa | 4 - 5 | Vanuatu |  |  |
|             |       |       |         |  |  |

| 7 août 1996 | Australie | 21 - 2 | Samoa |  |  |
|             |           |        |       |  |  |

| 7 août 1996 | Vanuatu | 5 - 5 | Fidji |  |  |
|             |         |       |       |  |  |

| 8 août 1996 | Fidji | 8 - 6 | Samoa |  |  |
|             |       |       |       |  |  |

| 8 août 1996 | Vanuatu | 3 - 5 | Australie |  |  |
|             |         |       |           |  |  |

### Classement
Le tournoi est dominé par l'équipe australienne, qui bat ses trois concurrents avec 69 buts inscrits contre huit encaissés, et six victoires en autant de matchs.  
| Rang | Équipe    | Pts | J | G | N | P | Bp | Bc | Diff |  | Résultats (▼ dom., ► ext.) |      |     |      | Drapeau des Samoa |
| ---- | --------- | --- | - | - | - | - | -- | -- | ---- |  | -------------------------- | ---- | --- | ---- | ----------------- |
| 1    | Australie | 18  | 6 | 6 | 0 | 0 | 69 | 8  | +61  |  | Australie                  |      | 4-1 | 11-1 | 21-2              |
| 2    | Vanuatu   | 10  | 6 | 3 | 1 | 2 | 26 | 21 | +5   |  | Vanuatu                    | 3-5  |     | 5-5  | 10-2              |
| 3    | Fidji     | 7   | 6 | 2 | 1 | 3 | 26 | 31 | -5   |  | Fidji                      | 0-5  | 1-2 |      | 8-6               |
| 4    | Samoa     | 0   | 6 | 0 | 0 | 6 | 17 | 78 | -61  |  | Samoa                      | 1-23 | 4-5 | 2-11 |                   |

## Sources
- (en) « 1996 Oceanian Futsal Championship », sur rsssf.com, 28 août 2009 (consulté le 15 juin 2018)
- (en) « Technical report - qualifying results - Oceania », sur fifa.com (consulté le 15 juin 2018)